# ブルックスグループ
ブルックスグループは、持株会社である株式会社ブルックスホールディングスを中心に、コーヒーなどの通信販売事業を展開する株式会社ブルックス、コーヒーの生産部門を担う株式会社ブルックス・ファーム・コーヒーなどの関連会社からなる企業グループ。本社は、横浜市青葉区美しが丘に置かれている。
取り扱う商品は、1杯分ずつ窒素充填したドリップコーヒーが中心であるが、紅茶、日本茶、健康茶なども扱っており、さらに糠漬けの糠床を乾燥粉末化した商品なども手掛けている。

## 概要
ブルックスの創業は1968年10月21日とされている。当時の事業は、後に「小さなお茶屋」と表現されるものであった。
やがて、「本格ドリップコーヒーが1杯19円」といった宣伝文句で通信販売事業を拡大し、広く知られるようになっていった。
1993年には、国際コーヒー価格の安値と円高に乗じてアイスコーヒー用商品の値引きを行なって顧客を増やし、売り上げの前年比「二ケタ増」を達成したと報じられた。
ブルックスの社風はベンチャー企業色もあり、2000年当時には、インターネット上の新規事業立ち上げにインターンシップの学生を多数活用するといった取り組みをしていた。インターネットによる通信販売が普及するにつれ、ブルックスへの消費者の支持は顕著になり、例えば、2003年にはYahoo! JAPANのインターネットショッピングモール「Yahoo!ショッピング」が販売した193種類の福袋の中で、コーヒー、紅茶類を詰め合わせたブルックスの福袋が「最も人気の高かった」とされ、さらにネット通販愛好者の「お気に入りサイト」のランキングでは、大手各社に伍して6位に入ったことが報じられた。日経産業地域研究所がマクロミルを介して行なった2011年の調査では、自宅で飲むドリップ式コーヒーのブランドとして14.0％の回答を得たUCCの「ゴールドスペシャル」以下、AGFの「ブレンディ」、片岡物産の「モンカフェ」に次ぎ、「ブルックス」は9.3％の回答を得た。
2008年には、海外向けの販売サイトを立ち上げ、2012年頃のPayPalの導入などを経て、アジア市場を中心に売り上げを堅調に伸ばしている。
2012年には、かつて第一生命が本社機能を置いていた神奈川県大井町の施設（旧・大井第一生命館ビル）を取得して、大井事業所を置き、さらに2015年には、大井町と共同で神奈川県に対して「未病」対策事業の取り組みを共同提案し、2017年には施設の名称を「未病バレー BIOTOPIA（ビオトピア）」として2020年までに段階的整備を進めることが県から発表され、2018年4月28日に第一期分がオープンした。
この間、2014年6月には、「BROOK'S CAFE 原宿店」を開店し、2017年7月には、「BROOK’S ME-BYO café」にリニューアルした。